# Келля
Келля — потухший вулкан в южной части полуострова Камчатка, Россия.
Абсолютная высота — 940 м. Вулкан находится в центральной части кальдеры «Призрак». Деятельность вулкана относится к голоценовому периоду.
Вулкан назван в честь участника Камчатской экспедиции 1908—1911 годов Николая Георгиевича Келль (1883—1965).